# Copris kiuchii
Copris kiuchii är en skalbaggsart som beskrevs av Masumoto 1989. Copris kiuchii ingår i släktet Copris och familjen bladhorningar. Inga underarter finns listade i Catalogue of Life.